# クロワデュノール
クロワデュノール（欧字名:Croix du Nord、2022年3月21日 - ）は、日本の競走馬。主な勝ち鞍に2024年のホープフルステークス、2025年の東京優駿。
馬名の意味は、北十字星（フランス語）。

## 経歴

### デビュー前の背景
2003年に誕生したイギリスの競走馬であるライジングクロス（Rising Cross）は、繁殖牝馬のウッドライジングと種牡馬のケープクロスとの間から生産された。1歳時には、エージェントのデイヴィッド・ミントンに2万ユーロで購入され、馬主であるデイヴ・ネヴィソンの所有馬となり、調教師のジョン・ベスト厩舎に預託された。体高14.3ハンドというポニー級の小柄な馬格で知られており、3歳時の2006年にはオークスステークスでアレクサンドローヴァの2着に入った後、ゲイリー・タナカに所有権が移り、アイリッシュオークスで3着、パークヒルステークスを制するなど、実績を残した。その牝系は中長距離の実績が目立つ。同馬は2008年に日本へと輸入され、2012年に誕生したマンハッタンカフェ産駒のアースライズは、2015年のフラワーカップ（GIII）2着、2016年の愛知杯（GIII）、2017年のマーメイドステークス（GIII）3着などの成績を残した。2022年、キタサンブラックとの間に本馬が誕生した。
キタサンブラックにおいて本馬は代表産駒イクイノックスの効果が現れる前の第4世代産駒に当たる。2021年の種付料は自己最安値の300万円まで下落しており、血統登録産駒頭数は前世代から16頭増の70頭であった。

### 2歳（2024年）

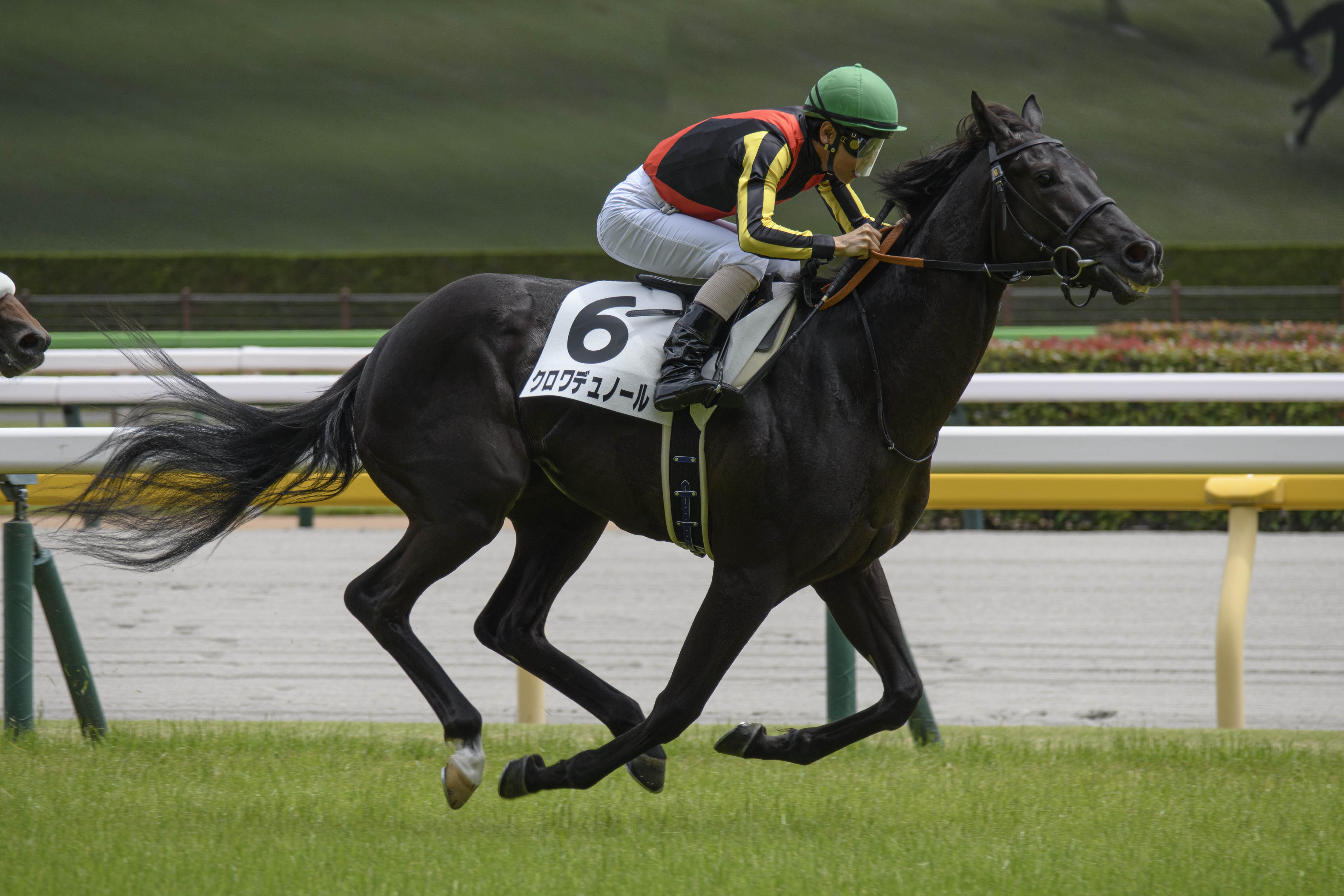
新馬戦出走時

#### 新馬戦
2024年6月9日、東京競馬場第5レースの2歳新馬戦（芝1800m）で、北村友一を鞍上にデビュー。パドックでは幼い仕草を見せたが、レースでは好スタートを決め、2番手に付けて追走。直線に入ると、逃げた二冠牝馬であるチェルヴィニアの半弟アルレッキーノを含む後続を離し、サンデーレーシングの所有馬同士の競り合いになったが、直線で突き放して新馬勝ちを決めた。勝ち時計の1分46秒7は2歳の6月の芝1800メートルで最速記録。また3歳戦を含めた同コースの新馬戦最速タイムであった。

#### 東京スポーツ杯2歳ステークス
陣営は次走に重賞初挑戦となる東京スポーツ杯2歳ステークスに参戦を表明。11月16日、「出世レース」である同競走はキャリア1戦馬が人気の中心となり、本馬に次ぐサートゥルナーリア産駒のレッドキングリーが2番人気、キズナ産駒のサトノシャイニングが3番人気に支持された。+24kgと大幅に増加した馬体重に加え、調教の動きは本来の迫力を欠き、陣営によれば完調手前の状態であった。レースではサトノシャイニングが主導権を取り、レッドキングリーが2番手追走、本馬は3番手に控えて追走。3コーナーから位置を上げて先頭に並びかけ、直線半ばではサトノシャイニング、レッドキングリーとの激しい追い比べとなったが、最後は本馬が競り合いを制し重賞初制覇を飾った。

#### ホープフルステークス
11月20日、ホープフルステークスへの参戦を表明。12月28日、単勝オッズ1.8倍の1番人気に支持され、44.2パーセントという高い単勝支持率を記録した。競走では、ジュンアサヒソラが落ち着いた流れで先導し、3番人気のピコチャンブラックや2番人気のマジックサンズが先行する中、本馬は馬群の外を確保しながら中団を追走。向こう正面半ばで17番人気のファウストラーゼンが捲って行くとこれを追って3番手まで進出しながら直線に入り、息の長い末脚でファウストラーゼンを交わすと最後は追い込んだ2着馬ジョバンニに対して2馬身差を付けて優勝した。2馬身差は2017年のGI昇格以後の同競走最大着差となった。無敗の3連勝はいずれも自ら動いて前を捕まえる内容で、『優駿』誌の横手礼一は「横綱相撲」の安定感と評した。北村は同じ斉藤厩舎のクロノジェネシスの有馬記念以来、落馬事故による重傷を乗り越えて4年ぶりのGI競走優勝となり、スタンド前のインタビューでは感激の涙を見せた。
2024年度のJRA賞では、最優秀2歳牡馬部門で256票中249票を得票し、同7票のアドマイヤズームを抑えてこれに選出された。また同年度JPNサラブレッドランキング2歳部門では、ホープフルステークス1着を対象に公式レーティング117ポンドの評価を与えられ、同2位のアドマイヤズームに対して1ポンド差を付けて2歳トップに格付けされた。この117ポンドは2017年のダノンプレミアムと並ぶ2歳部門史上最高評価であった。
この年キタサンブラックは種牡馬としてJRA2歳リーディングでは自己最高の4位を記録し、本馬の貢献によって重賞獲得賞金の1億4111万4000円は同1位となった。

### 3歳（2025年）

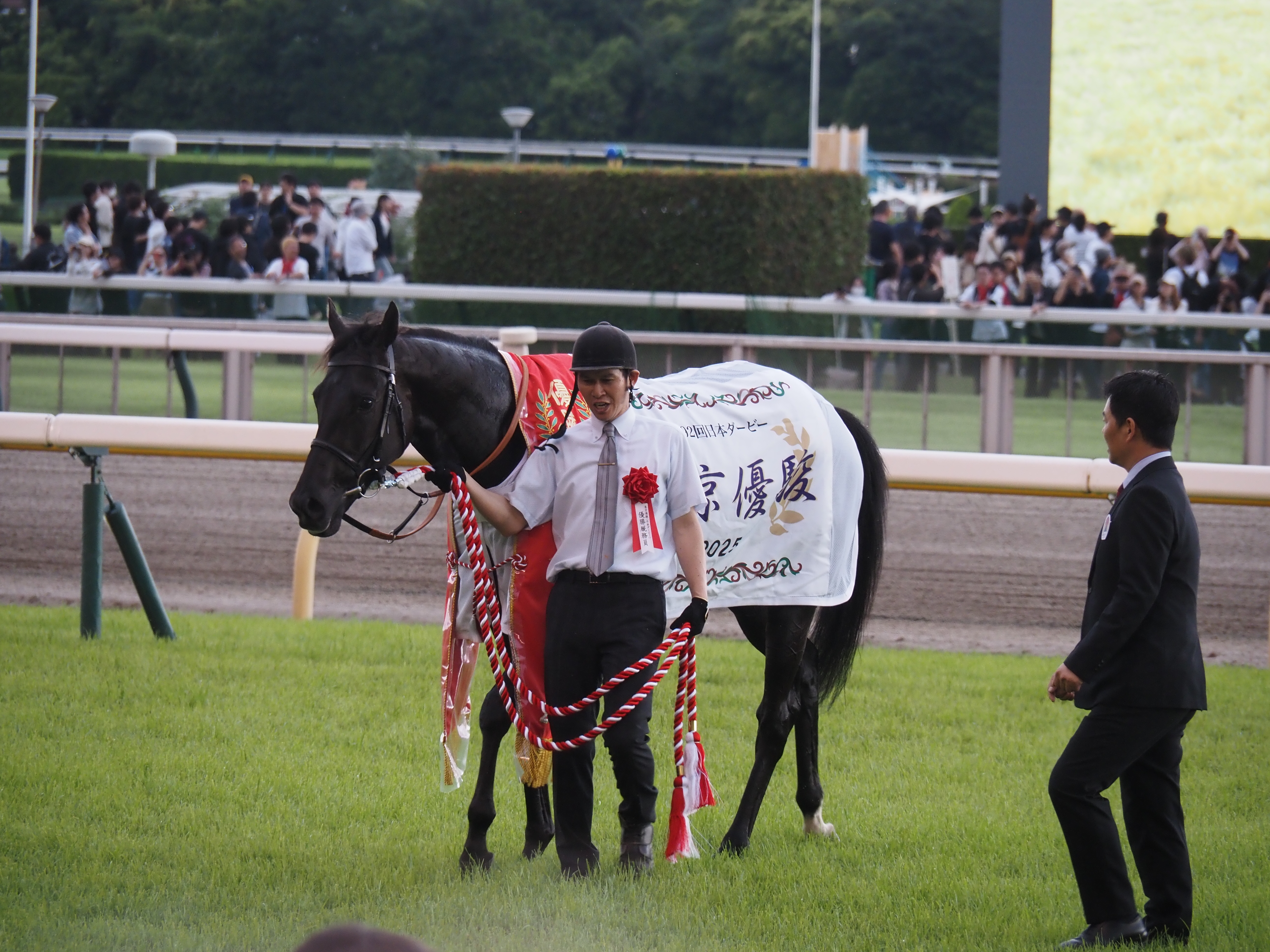
日本ダービー優勝時

シーズン初戦の皐月賞では、好位につきレースを進めたが、第2コーナーで捲って行ったファウストラーゼンらの流れに呑まれ最終直線では一旦先頭に立つも、ミュージアムマイルの切れ味に負け2着。史上10頭目の無敗の皐月賞制覇とならなかった。その後、6月1日に東京競馬場で行われる日本ダービーへの出走を見据え、4月23日に滋賀県のノーザンファームしがらきへ放牧に出されることになった。管理する斉藤調教師は、皐月賞を振り返って「もう少しスムーズだったら、というのはありますが、仕方ないです。思ったより輸送減りしなかったし、少し余裕をもって使えたのは良かったです。結果だけですね。」と話している。
放牧した後は、5月8日に栗東トレーニングセンターに帰厩する。その後は、北村友一騎手とともに、日本ダービーに出走させる。
6月1日に東京競馬場で行われた東京優駿（日本ダービー）では、道中で3番手から4番手の好位を追走。直線コースの半ばで先頭に立ち、マスカレードボールやショウヘイの猛追を退け堂々押し切り、2つ目のG1タイトルを獲得した。
日本ダービーの後は、ノーザンファームしがらきで休養し、8月7日に栗東トレーニングセンターに帰厩した。
今後のローテーションは、いずれもパリのロンシャン競馬場で、9月14日に開催されるプランスドランジュ賞をステップレースとし、10月5日に開催される凱旋門賞へと向かうことになっている。

## 競走成績
以下の内容は、netkeiba.comおよびJBISサーチの情報に基づく。
| 競走日     | 競馬場 | 競走名       | 格  | 距離（馬場）  | 頭 数 | 枠 番 | 馬 番 | オッズ （人気） | 着順 | タイム （上り3F） | 着差 | 騎手      | 斤量 [kg] | 1着馬（2着馬）         | 馬体重 [kg] |
| ---------- | ------ | ------------ | --- | ------------- | ----- | ----- | ----- | --------------- | ---- | ----------------- | ---- | --------- | --------- | ---------------------- | ----------- |
| 2024.06.09 | 東京   | 2歳新馬      |     | 芝1800m（良） | 11    | 6     | 6     | 006.10（3人）   | 01着 | R1:46.7（33.8）   | -0.4 | 0北村友一 | 55        | （アルレッキーノ）     | 480         |
| 0000.11.16 | 東京   | 東スポ杯2歳S | GII | 芝1800m（良） | 9     | 4     | 4     | 002.20（1人）   | 01着 | R1:46.8（33.3）   | -0.1 | 0北村友一 | 56        | （サトノシャイニング） | 504         |
| 0000.12.28 | 中山   | ホープフルS  | GI  | 芝2000m（良） | 18    | 3     | 6     | 001.80（1人）   | 01着 | R2:00.5（34.9）   | -0.3 | 0北村友一 | 56        | （ジョバンニ）         | 496         |
| 2025.04.20 | 中山   | 皐月賞       | GI  | 芝2000m（良） | 18    | 5     | 10    | 001.50（1人）   | 02着 | R1:57.3（34.7）   | -0.3 | 0北村友一 | 57        | ミュージアムマイル     | 500         |
| 0000.06.01 | 東京   | 東京優駿     | GI  | 芝2400m（良） | 18    | 7     | 13    | 002.10（1人）   | 01着 | R2:23.7（34.2）   | -0.1 | 0北村友一 | 57        | （マスカレードボール） | 504         |

- 競走成績は2025年4月20日現在

## 血統表
| クロワデュノールの血統          | クロワデュノールの血統             | クロワデュノールの血統             | （血統表の出典）                   | （血統表の出典）       |
| 父系                            | サンデーサイレンス系（ヘイロー系） | サンデーサイレンス系（ヘイロー系） | サンデーサイレンス系（ヘイロー系） | [ § 2 ]                |
| 父 キタサンブラック 2012 鹿毛   | 父の父ブラックタイド 2001 黒鹿毛   | サンデーサイレンス                 | Halo                               | Halo                   |
| 父 キタサンブラック 2012 鹿毛   | 父の父ブラックタイド 2001 黒鹿毛   | サンデーサイレンス                 | Wishing Well                       |                        |
| 父 キタサンブラック 2012 鹿毛   | 父の父ブラックタイド 2001 黒鹿毛   | ウインドインハーヘア               | Alzao                              | Alzao                  |
| 父 キタサンブラック 2012 鹿毛   | 父の父ブラックタイド 2001 黒鹿毛   | ウインドインハーヘア               | Burghclere                         |                        |
| 父 キタサンブラック 2012 鹿毛   | 父の母シュガーハート 2005 鹿毛     | サクラバクシンオー                 | サクラユタカオー                   | サクラユタカオー       |
| 父 キタサンブラック 2012 鹿毛   | 父の母シュガーハート 2005 鹿毛     | サクラバクシンオー                 | サクラハゴロモ                     |                        |
| 父 キタサンブラック 2012 鹿毛   | 父の母シュガーハート 2005 鹿毛     | オトメゴコロ                       | ジャッジアンジェルーチ             | ジャッジアンジェルーチ |
| 父 キタサンブラック 2012 鹿毛   | 父の母シュガーハート 2005 鹿毛     | オトメゴコロ                       | テイズリー                         |                        |
| 母 ライジングクロス 2003 黒鹿毛 | 母の父Cape Cross 1994 黒鹿毛       | Green Desert                       | Danzig                             | Danzig                 |
| 母 ライジングクロス 2003 黒鹿毛 | 母の父Cape Cross 1994 黒鹿毛       | Green Desert                       | Foreign Courier                    |                        |
| 母 ライジングクロス 2003 黒鹿毛 | 母の父Cape Cross 1994 黒鹿毛       | Park Appeal                        | アホヌーラ                         | アホヌーラ             |
| 母 ライジングクロス 2003 黒鹿毛 | 母の父Cape Cross 1994 黒鹿毛       | Park Appeal                        | Balidaress                         |                        |
| 母 ライジングクロス 2003 黒鹿毛 | 母の母Woodrising 1992 鹿毛         | Nomination                         | Dominion                           | Dominion               |
| 母 ライジングクロス 2003 黒鹿毛 | 母の母Woodrising 1992 鹿毛         | Nomination                         | Rivers Maid                        |                        |
| 母 ライジングクロス 2003 黒鹿毛 | 母の母Woodrising 1992 鹿毛         | Bodham                             | Bustino                            | Bustino                |
| 母 ライジングクロス 2003 黒鹿毛 | 母の母Woodrising 1992 鹿毛         | Bodham                             | Cley                               |                        |
| 母系(F-No.)                     | ライジングクロス(GB)系(FN:20-c)    | ライジングクロス(GB)系(FN:20-c)    | ライジングクロス(GB)系(FN:20-c)    | [ § 3 ]                |
| 5代内の近親交配                 | Busted 5×5 Lyphard 5×5             | Busted 5×5 Lyphard 5×5             | Busted 5×5 Lyphard 5×5             | [ § 4 ]                |
| 出典                            | 1. 2. 3. 4.                        | 1. 2. 3. 4.                        | 1. 2. 3. 4.                        | 1. 2. 3. 4.            |

- 母・ライジングクロスは、2006年の英G2パークヒルステークス（英語版）の勝ち馬で、英オークス2着[28]。
- 4代母Cleyの半兄に、共に英ダービーを勝ったブレイクニーとモーストン（英語版）がいる。